# Ортега, Дженна
Дже́нна Мари́ Орте́га (англ. Jenna Marie Ortega, род. 27 сентября 2002, Палм-Дезерт, Калифорния, США) — американская актриса. Начала карьеру ещё будучи ребёнком. Получила первоначальное признание благодаря роли юной Джейн в сериале The CW «Девственница Джейн». С 2016 по 2018 год играла главную роль Харли Диас в сериале Disney Channel «Жизнь Харли», принёсшей актрисе премию Imagen Award. Сыграла Элли Элвис во втором сезоне сериала «Ты» и снялась в семейной комедии «День „да“».
Получила высокую оценку критиков за роль ученицы средней школы в подростковой драме «Последствия». В 2022 году сыграла роль Уэнздей Аддамс в комедийном сериале-ужастике Netflix «Уэнздей», принёсшем актрисе номинации на «Золотой глобус», «Эмми» и премию Гильдии киноактёров США. Играла в слэшерах «Крик», «X» и «Крик 6» и фэнтези «Битлджус Битлджус».
Многие издания признали Ортегу «королевой крика поколения Z». Актриса фигурировала в таких списках, как Power 100 от The Hollywood Reporter в 2023 году и Forbes 30 Under 30 от Forbes в 2024 году. Помимо актёрской деятельности, Ортега поддерживала различные благотворительные проекты и работала послом нескольких брендов.

## Биография

### Ранние годы (2002—2011)
Дженна Мари Ортега родилась 27 сентября 2002 года в городе Палм-Дезерт, Калифорния, США. Она была четвёртым ребёнком из шести детей в семье. Отец Дженны, мексиканец по происхождению, был шерифом в окружной прокуратуре Калифорнии, а мать, мексиканка и пуэрториканка по происхождению, — медсестрой отделения скорой помощи. Прабабушка Ортеги по материнской линии нелегально иммигрировала из мексиканского штата Синалоа в США, а её дедушка по материнской линии был родом из Пуэрто-Рико. Ортега росла в курортном городке Ла-Квинта. В детстве она была экстравертом. Желание Дженны стать актрисой появилось в шесть лет. Она три года умоляла маму позволить ей стать актрисой, но та пыталась отвлечь дочь такими занятиями, как футбол и школа. Дженна могла оставить идею стать актрисой и заняться футболом. Позже мама купила ей книгу с монологами и выложила на Facebook видеоролик, в котором девятилетняя Дженна произносит монолог. Кастинг-директор наткнулся на ролик, и Ортега заключила контракт с агентством.
Мать начала возить Дженну в Лос-Анджелес на прослушивания четыре-пять дней в неделю. Поездка туда и обратно занимала шесть часов. «Что ж, если ничего не сработает, мне конец… Я просто заставила всю свою семью пройти через это, потому что у нас не было столько денег и времени», — вспоминала Ортега. Она с трудом старалась получить роли, ведь для латиноамериканок было не так много ролей. У Дженны не было того типажа, который искали кастинг-директора. В первый год она ограничилась прослушиваниями для съёмок в рекламе, поскольку у неё не было связей в индустрии кино. Дженна снялась в рекламных роликах 12 национальных кампаний, включая три ролика для McDonald’s. Ортега училась в государственной школе. Сначала в начальной школе имени Амелии Эрхарт, а потом в средней школе имени Джона Гленна. В восьмом классе Дженна бросила школу ради съёмок в диснеевских проектах. Как только она получила роль в сериале «Жизнь Харли», она сняла жильё в Лос-Анджелесе. Будние дни Ортега проводила в Лос-Анджелесе, а на выходные ездила домой.

### Первые роли и Disney (2012—2017)
Актёрский дебют Ортеги состоялся в 2012 году в ситкоме «Роб». Позже она снялась в полицейском процедурале «C.S.I.: Место преступления Нью-Йорк» в эпизоде «Unspoken», в котором сыграла жертву случайной стрельбы. В кино Ортега дебютировала в 2013 году в кинокомиксе «Железный человек 3», в котором сыграла дочь вице-президента. С 2014 по 2019 год Ортега сыграла в комедийном сериале «Девственница Джейн» роль юной версии Джейн Виллануэвы (взрослую версию играла Джина Родригес). Деклан Галлахер из Entertainment Weekly похвалил игру Ортеги и написал, что она избегает атрибутов типичного ребёнка-актёра. Также актриса снялась в комедии «Маленькие негодяи спасают положение» и ситкоме Netflix «Богатенький Ричи». Ортега сыграла в комедийной драме «Библиотекарь» (2015) роль Анны Чапы, дочери мужчины-эскортника. Газета Los Angeles Times назвала Ортегу «очаровательной», но The Arizona Republic — «ужасно приторной».
С 2016 по 2018 год Ортега исполнила заглавную роль в ситкоме Disney Channel «Жизнь Харли». Она сыграла Харли Диас, начинающую изобретательницу, среднего ребёнка из семи братьев и сестёр. Получение роли, по словам Ортеги, было «одним из лучших дней в моей жизни». Актриса вдохновлялась своей семьёй и отношениями с братьями и сёстрами. Она считала, что её опыт участия в «Жизни Харли» напоминал реалити-шоу. Common Sense Media похвалила игру Ортеги и заявила, что она «отлично справляется с ролью многострадального среднего ребёнка и одновременно находит юмор во многих бедствиях, которые выпадают на её долю в попытках проявить себя». Ортега получила три номинации на премию Imagen Awards как лучший молодой актёр на телевидении и в 2018 году актриса одержала победу. Также актриса озвучила принцессу Исабель в мультфильме «Елена и тайна Авалора» и мультсериале «Елена — принцесса Авалора».

### Переход к взрослым ролям (2018—2021)

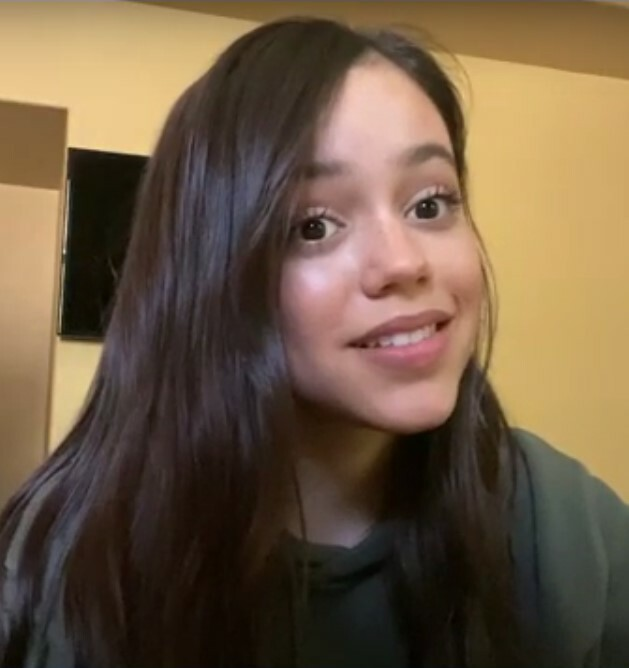
Ортега в 2020 году

В 2018 году Ортега исполнила в фильме «Побег с Фионой» главную роль Дон, дочери владельца цирка. После завершения «Жизни Харли» актриса стремилась сниматься в более серьёзных проектах, но заметила: «Люди автоматически делают вывод, что всё, что вы можете, или всё, для чего вы предназначены [это диснеевские роли]». Ортега неоднократно думала завершить актёрскую карьеру. «Я слишком стара для молодых ролей и слишком молода для взрослых ролей», — отмечала актриса. В 2018 году Ортега сыграла Элли Элвис во втором сезоне сериала Netflix «Ты», вышедшем 26 декабря 2019 года. Актриса должна была вернуться в третьем и четвёртом сезонах, но не смогла из-за конфликта съёмочных графиков.
Ортега сыграла Фиби, возлюбленную главного героя в хорроре Netflix «Няня. Королева проклятых». Картина вышла в сентябре 2020 года и вызвала негативные отзывы критиков. Также актриса озвучила видеоблогера-путешественника Бруклинн в мультсериале Netflix «Мир юрского периода: Лагерь мелового периода». В 2021 году состоялся писательский дебют Ортеги с выходом книги It’s All Love: Reflections for Your Heart & Soul («Это всё любовь: размышления для вашего сердца и души»), в которой содержится ряд цитат и утверждений о вере и любви. Ортега сыграла в семейной комедии «День „да“» упрямого подростка, желающего большей независимости от родителей. «День „да“» вышел в марте 2021 года и вызвал смешанные отзывы. Ассошиэйтед Пресс назвал Ортегу впечатляюще уравновешенной молодой актрисой.
Ортега исполнила главную роль в школьной драме «Последствия». Она сыграла ученицу, переживающую эмоциональную травму после стрельбы в школе. Премьера картины состоялась 17 марта 2021 года на телеканале South by Southwest, а 27 января 2022 года фильм вышел на платформе HBO Max. Лента вызвала благоприятный отклик со стороны критиков, хваливших игру Ортеги. Обозреватель Chicago Sun-Times Ричард Роупер назвал её игру приземлённой и глубоко трогательной.

### Рост популярности и «Уэнздей» (с 2022 года)

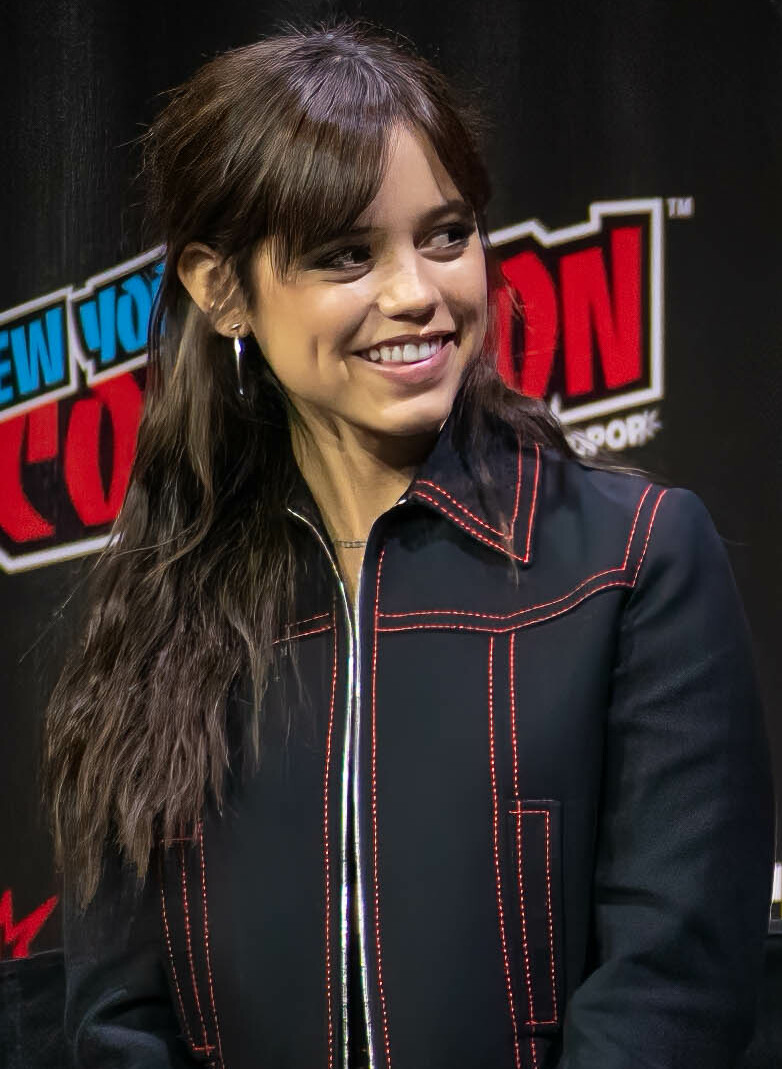
Ортега на New York Comic Con в 2022 году

В 2022 году Ортега сыграла Тару Карпентер в слэшере «Крик», пятой части одноимённой франшизы. В том же году Ортега снялась в слэшере Тая Уэста «X». В мае 2021 года Ортега была утверждена на роль Уэнздей Аддамс в комедийном сериале-ужастике Netflix «Уэнздей». Актриса получила за эту роль номинацию на «Золотой глобус» и премию Гильдии киноактёров США. Также её номинировали на «Эмми» за лучшую женскую роль в комедийном телесериале, сделав второй самой молодой номинанткой в этой категории. Ортега вновь сыграла Тару Карпентер в слэшере «Крик 6». В прессе часто называли Ортегу «королевой крика поколения Z». В 2023 году сайт MovieWeb включил актрису в список лучших королев крика всех времён. В ноябре 2023 года Ортега покинула актёрский состав фильма «Крик 7» из-за съёмок второго сезона «Уэнздей». Журнал The Hollywood Reporter позже сообщил, что актриса покинула франшизу, так как ей отказали в получении семизначного гонорара.

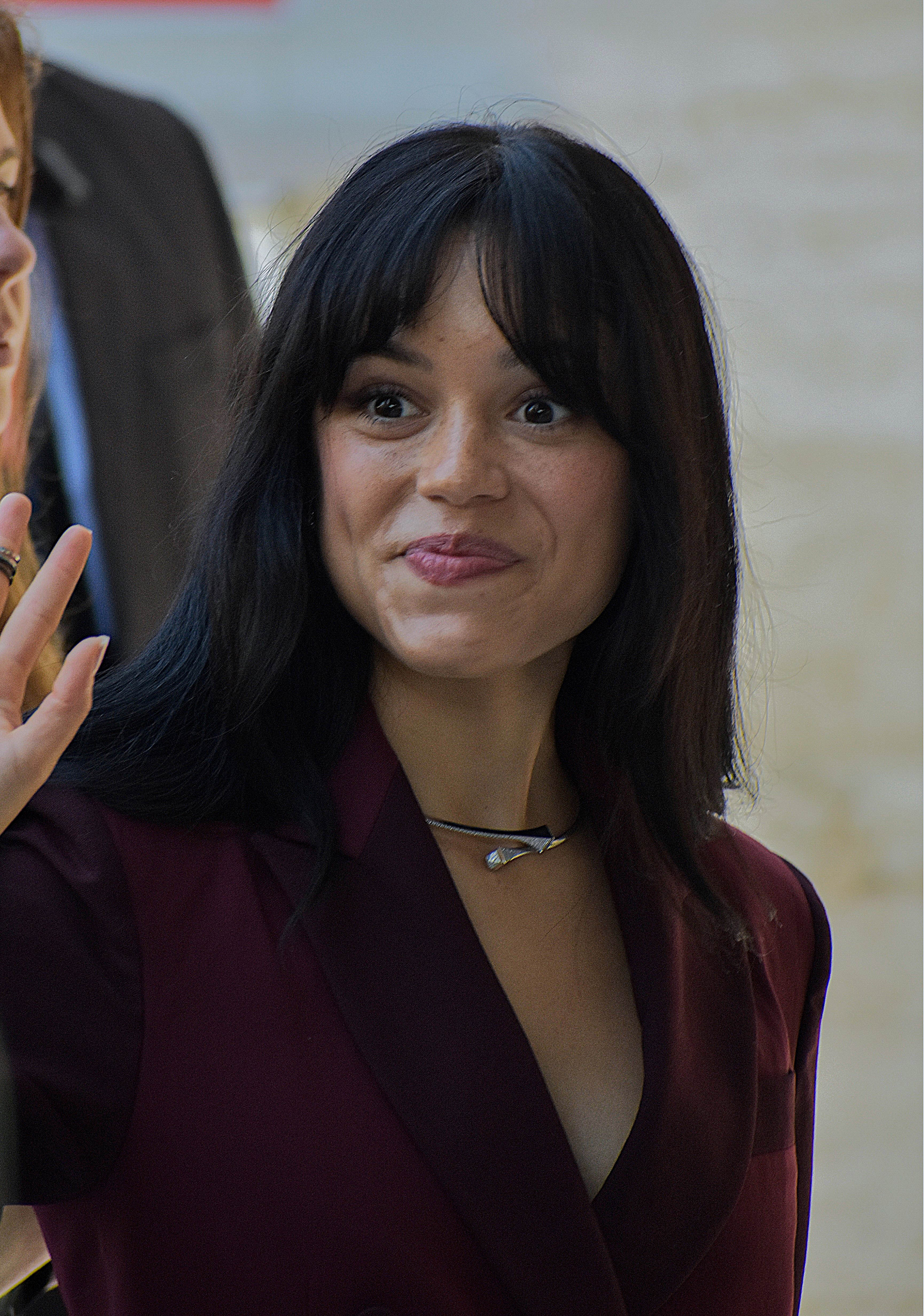
Ортега на премьере фильма «Битлджус Битлджус» на Венецианском международном кинофестивале в 2024 году

Пока шли съёмки «Уэнздей», Ортега прошла прослушивание на роль в криминальном триллере «Крупный улов», в котором она сыграла Мэйбл, дочь наркоторговца, которая ищет свой собственный путь в жизни. Продюсер Гэри Фостер был впечатлён её работой в предыдущих проектах, особенно в «Последствиях», а её работа в «Уэнздей» помогла убедить студию утвердить актрису на эту роль. Премьера картины состоялась на Международном кинофестивале в Торонто и вызвала негативные отклики. Многие журналисты считали, что Ортега совсем не вписалась в роль. Кинокритик Тай Бёрр писал, что у актрисы пока нет эмоциональной глубины и актёрских навыков, чтобы правдоподобно сыграть наркоторговца на полставки.
Ортега сыграла главную роль в фильме совместного производства Lionsgate и Point Grey Pictures «Девушка Миллера» вместе с Мартином Фрименом. Свою героиню в «Девушке Миллера» актриса назвала самым сложным персонажем, которого ей приходилось играть, а материал рискованным. Марк Кеннеди из Associated Press назвал фильм бессмысленным и неловким моментом в карьере Ортеги. Кристи Лемайр из RogerEbert.com посчитала актрису весьма притягательной, чтобы вызывать у зрителя интерес, даже несмотря на то, что мотивы её героини кажутся предсказуемыми и нелогичными. Ортега сыграла главную роль и выступила исполнительным продюсером романтической драмы «Зима, весна, лето или осень», премьера которого состоялась на Кинофестивале «Трайбека» в июне 2024 года. Позже актриса снялась в клипе на песню Сабрины Карпентер «Taste». Ортега исполнила главную роль в фэнтези Бёртона «Битлджус Битлджус», продолжении фильма 1988 года. Актриса сыграла дочь-подростка Лидии Дитц по имени Астрид. Премьера картины состоялась на Венецианском международном кинофестивале в 2024 году. Фильм получил благоприятные отзывы критиков. Журнал Rolling Stone назвал безупречным выбор Ортеги на роль и похвалил умение актрисы выражать эмоции.
В конце марта 2025 года вышла чёрная комедия «Смерть единорога», где Ортега играла вместе с Полом Раддом. Они играли отца и дочь, которые случайно убили единорога. В середине мая вышел фильм Трея Эдварда Шульца «Последнее завтра», где Ортега играла вместе с певцом The Weeknd и Барри Кеоганом. Она же выступила исполнительным продюсером фильма. Фильм был плохо принят критиками, хотя игры Ортеги критика не касалась. Фильм ругали за отсутствие сюжета и раздутое эго певца The Weeknd. Дженна вернулась к роли Уэнздей во втором сезоне сериала «Уэнздей». Также актриса выступила в качестве исполнительного продюсера сериала. Ортега присоединилась к актёрскому составу проекта Тайки Вайтити «Клара и Солнце». Ортега планирует сыграть в фильме «Альба» производства A24.

## Прочая деятельность
Ортега активно поддерживает права мигрантов и ЛГБТ-сообщества. Она поддержала кампанию «Pride Over Prejudice» от DoSomething, выступающей в защиту мигрантов и беженцев. Ортега сказала журналу Teen Vogue о мигрантах и дискриминации следующее: «Сегодня важно принять свою культуру, потому что в Америке так много разных национальностей. В конце концов, вы — это вы. Вы должны оставаться верны себе, вы не можете изменить себя, чтобы вписаться в общество или заставить кого-то другого чувствовать себя комфортно». Также Ортега выступает в защиту прав женщин.
В 2016 году Ортега организовала встречу с фанатами, чтобы собрать деньги для девочки, больной раком. В 2018 году она пришла на церемонию Radio Disney Music Awards в куртке с надписью «I Do Care And U Should Too» («Мне не всё равно и вам должно быть тоже»). Это стало её ответом на поездку первой леди Мелании Трамп в центр для детей, которые были разлучены со своими родителями-нелегалами из-за миграционной политики Дональда Трампа. Мелания тогда прилетела в центр в куртке с надписью «I Really Don’t Care. Do U?» («Мне действительно всё равно, а вам?»). Ортега рассказывала Associated Press, что куртка Мелании демонстрирует недальновидность и что как первая леди она должна заботиться о детях. Позже актриса добавила: «Мы все должны заботиться друг о друге и о нашей стране. … Мы одна страна под Богом». В 2019 году Ортега выступила на многих концертах WE Day в США и Канаде в пользу благотворительной организации WE Charity.
В 2020 году Ортега стала представителем бренда Neutrogena и лицом её кампании «My Quinceañera Journey». В 2023 году она стала представителем Adidas и Dior. Она стала лицом спортивной одежды Adidas, первой новой линейки за последние 50 лет, и одним из лиц кампании #DareInGrisDior.

## Личная жизнь
Ортега предпочитает быть закрытым человеком и не обсуждать свою личную жизнь на публике, так как, по её мнению, это отвлекает зрителей от работы актрисы. Ортега рассказала, что чувствует себя в безопасности благодаря своим друзьям и семье, которые помогают ей справляться с наиболее сложными этапами её карьеры; она добавила, что семья «крепко держит меня на ногах». Ортега отмечает, что взросление в индустрии, где доминируют взрослые, ускорило процесс её становления. Ортега очень долгое время была веганкой. Во время съёмок «Уэнздей» в Румынии перешла на пескетарианство. В 2023 году Ортега рассказывала, что идея романтических отношений вызывает у неё напряжение, отчасти из-за занятости работой.

## Фильмография

### Актёрские работы
| Год          |     | Русское название                             | Оригинальное название                        | Роль                         |
| ------------ | --- | -------------------------------------------- | -------------------------------------------- | ---------------------------- |
| 2012         | с   | Роб                                          | Rob                                          | девочка                      |
| 2012         | с   | C.S.I.: Место преступления Нью-Йорк          | CSI: NY                                      | Эйми Мур                     |
| 2013         | ф   | Железный человек 3                           | Iron Man 3                                   | дочь вице-президента         |
| 2013         | с   | Дни нашей жизни                              | Days of Our Lives                            | Хейли                        |
| 2013         | ф   | Астрал: Глава 2                              | Insidious: Chapter 2                         | Энни                         |
| 2013         | с   | Смертельные сказки                           | Deadtime Stories                             | маленькая девочка            |
| 2014         | ф   | Маленькие негодяи спасают положение          | The Little Rascals Save the Day              | Мэри Энн Джексон             |
| 2014         | с   | Рейк                                         | Rake                                         | Зои Леон                     |
| 2014         | с   | Потрясающее зрелище                          | AwesomenessTV                                | Лили                         |
| 2014         | с   | ОМГ!                                         | OMG!                                         | принцесса Сани               |
| 2014         | кор | Юная любовь                                  | Young Love                                   | девочка                      |
| 2014         | мс  | По ту сторону изгороди                       | Over the Garden Wall                         | —                            |
| 2014         | тф  | Гангстер с печеньем                          | The Cookie Mobster                           | Нита                         |
| 2014—2015    | с   | Нина знает всё                               | Know It All Nina                             | Нина                         |
| 2014—2019    | с   | Девственница Джейн                           | Jane the Virgin                              | Джейн в детстве              |
| 2015         | с   | Богатенький Ричи                             | Richie Rich                                  | Дарси                        |
| 2015         | тф  | Крайне запутанная тайна средней школы        | The Massively Mixed-Up Middle School Mystery | Елена Мендоса                |
| 2015         | ф   | Библиотекарь                                 | After Words                                  | Анна                         |
| 2016         | тф  | Елена и тайна Авалора                        | Elena and the Secret of Avalor               | принцесса Изабель            |
| 2016—2018    | с   | Жизнь Харли                                  | Stuck in the Middle                          | Харли Диас                   |
| 2016—2020    | мс  | Елена — принцесса Авалора                    | Elena of Avalor                              | принцесса Изабель            |
| 2018         | с   | Пейдж и Фрэнки                               | Bizaardvark                                  | Иззи                         |
| 2018         | ф   | Побег с Фионой                               | Saving Flora                                 | Дон                          |
| 2018         | тф  | Мужчина в доме                               | Man of the House                             | Елена                        |
| 2019         | кор | Девичий код                                  | Girl Code                                    | Оливия                       |
| 2019         | ф   | Вирм                                         | Wyrm                                         | Сьюзи                        |
| 2019         | с   | Ты                                           | You                                          | Элли Алвес                   |
| 2019—2022    | мс  | Семейка Грин в городе                        | Big City Greens                              | Габриэлла Эспиноза           |
| 2020         | с   | Домашний фильм: Принцесса-невеста            | Home Movie: The Princess Bride               | принцесса Лютик              |
| 2020         | ф   | Няня. Королева проклятых                     | The Babysitter: Killer Queen                 | Фиби                         |
| 2020—2022    | мс  | Мир юрского периода: Лагерь мелового периода | Jurassic World Camp Cretaceous               | Бруклинн                     |
| 2021         | ф   | День «да»                                    | Yes Day                                      | Кэти Торрес                  |
| 2021         | ф   | Последствия                                  | The Fallout                                  | Вада Кавелл                  |
| 2022         | ф   | Крик                                         | Scream                                       | Тара Карпентер               |
| 2022         | ф   | Студия 666                                   | Studio 666                                   | Скай Уиллоу                  |
| 2022         | ф   | X                                            | X                                            | Лоррейн Дэй                  |
| 2022         | ф   | От рассвета до заката                        | American Carnage                             | Камила Монтес                |
| 2022 — н. в. | с   | Уэнздей                                      | Wednesday                                    | Уэнздей Аддамс / Гуди Аддамс |
| 2023         | ф   | Крик 6                                       | Scream 6                                     | Тара Карпентер               |
| 2023         | ф   | Крупный улов                                 | Finestkind                                   | Мейбл                        |
| 2024         | ф   | Девушка Миллера                              | Miller’s Girl                                | Кайро Суит                   |
| 2024         | ф   | Зима, весна, лето или осень                  | Winter Spring Summer or Fall                 | Реми Агилар                  |
| 2024         | ф   | Битлджус Битлджус                            | Beetlejuice Beetlejuice                      | Астрид Дитц                  |
| 2025         | ф   | Смерть единорога                             | Death of a Unicorn                           | Ридли Кинтнер                |
| 2025         | ф   | Последнее завтра                             | Hurry Up Tomorrow                            | Анима                        |
|              | ф   | Галеристка                                   | The Gallerist                                | —                            |
|              | ф   | Гострайтер                                   | Ghostwriter                                  | —                            |
|              | ф   | Клара и Солнце                               | Klara and the Sun                            | Клара                        |
|              | ф   | Одинокая белая женщина                       | Single White Female                          | —                            |

#### Видеоклипы
| Год  | Артист            | Оригинальное название | Роль              | Ссылка          |
| ---- | ----------------- | --------------------- | ----------------- | --------------- |
| 2017 | Джейкоб Сарториус | Chapstick             | в роли самой себя | [ 119 ] [ 120 ] |
| 2023 | Деми Ловато       | Still Alive           | Тара Карпентер    | [ 121 ]         |
| 2024 | Сабрина Карпентер | Taste                 | подруга           | [ 122 ]         |
| 2025 | The Weeknd        | Drive                 | Анима             | [ 123 ]         |

### Продюсер
| Год  | Русское название | Оригинальное название |
| ---- | ---------------- | --------------------- |
| 2025 | Смерть единорога | Death of a Unicorn    |
| 2025 | Последнее завтра | Hurry Up Tomorrow     |
| 2025 | Уэнздей          | Wednesday             |

## Награды и номинации
| Год  | Награда                                        | Категория                                                        | Номинация за              | Результат | Примечания |
| ---- | ---------------------------------------------- | ---------------------------------------------------------------- | ------------------------- | --------- | ---------- |
| 2014 | Fright Meter Awards                            | Лучшее актёрское исполнение в ансамбле                           | Астрал: Глава 2           | Номинация | [ 124 ]    |
| 2015 | International Online Cinema Awards             | Лучший ансамбль в комедийном сериале                             | Девственница Джейн        | Номинация | [ 125 ]    |
| 2016 | Imagen Awards                                  | Лучший молодой актёр — Телевидение                               | Жизнь Харли               | Номинация | [ 126 ]    |
| 2018 | Imagen Awards                                  | Лучший молодой актёр — Телевидение                               | Жизнь Харли               | Победа    | [ 127 ]    |
| 2018 | Imagen Awards                                  | Лучшая детская программа                                         | Елена — принцесса Авалора | Победа    | [ 127 ]    |
| 2018 | Southampton International Film Festival        | Лучшая женская роль в полнометражном фильме                      | Побег с Фионой            | Номинация | [ 128 ]    |
| 2019 | Imagen Awards                                  | Лучший молодой актёр — Телевидение                               | Жизнь Харли               | Номинация | [ 129 ]    |
| 2019 | Imagen Awards                                  | Лучший молодой актёр — Телевидение                               | Елена — принцесса Авалора | Номинация | [ 129 ]    |
| 2021 | Imagen Awards                                  | Лучшая актриса — полнометражный фильм                            | День «да»                 | Номинация | [ 130 ]    |
| 2022 | MTV Movie & TV Awards                          | Лучший испуг                                                     | Крик                      | Победа    | [ 131 ]    |
| 2022 | Hollywood Critics Association Midseason Awards | Лучшая актриса                                                   | Последствия               | Номинация | [ 132 ]    |
| 2022 | International Online Cinema Awards             | Лучшая актриса в мини-сериале или телефильме                     | Последствия               | Номинация | [ 133 ]    |
| 2023 | Золотой глобус                                 | Лучшая женская роль в телевизионном сериале — комедия или мюзикл | Уэнздей                   | Номинация | [ 134 ]    |
| 2023 | Kids’ Choice Awards                            | Любимая звезда семейного телесериала                             | Уэнздей                   | Победа    | [ 135 ]    |
| 2023 | Премия Гильдии киноактёров Америки             | Лучшая женская роль в комедийном телесериале                     | Уэнздей                   | Номинация | [ 136 ]    |
| 2023 | Эмми                                           | Лучшая женская роль в комедийном телесериале                     | Уэнздей                   | Номинация | [ 137 ]    |